# Какабадзе, Элисо Владимировна
Элисо Владимировна Какабадзе (груз. ელისო კაკაბაძე; 13 марта 1929 — 1998) — советская и грузинская шахматистка, мастер спорта СССР по шахматам (1961). Четырехкратная чемпионка Грузинской ССР по шахматам среди женщин (1953, 1954, 1955, 1957). Многократная участница финалов чемпионатов СССР по шахматам среди женщин. Кандидат педагогических наук.

## Биография
В 1950-е и 1960-е годы была одной из ведущих шахматисток Грузии. Четыре раза, в том числе и три подряд, побеждала на чемпионатах Грузии по шахматам среди женщин. Пять раз представляла команду Грузинской ССР в первенствах СССР между командами союзных республик по шахматам (1953—1958, 1960, 1967), в которых в 1960 году завоевала третье место на своей доске. В 1954 году представляла команду «Искра» в розыгрыше командного Кубка СССР по шахматам.
Тринадцать раз участвовала в финалах чемпионатов СССР по шахматам среди женщин (1953, 1954, 1956, 1957, 1958, 1959, 1960, 1962 (январь), 1962 (декабрь), 1963, 1965, 1966, 1971). Лучшие результаты показала в 1956 году, когда заняла четвертое место, и в 1960 году, когда была на шестом месте.